# LonTalk
LonTalk est le protocole de communication de la technique LonWorks, créé par Echelon Corporation (en). Il s'agit d'une technique de bus de terrain utilisé dans des installations électriques en domotique ou en immotique.